# John McGahern
John McGahern, né le 12 novembre 1934 à Knockanroe (comté de Leitrim et mort le 30 mars 2006 à Dublin, est un écrivain irlandais. Il grandit dans l'ouest de l'Irlande, il est diplômé de l'University College de Dublin. 

## Biographie
Né à Knockanroe à environ un kilomètre de Ballinamore, comté de Leitrim, John McGahern est l'aîné de sept enfants. La mère de McGahern dirige la ferme (avec une aide locale) et élève MacGahern  avec ses six jeunes frères et sœurs dans une petite ferme à Knockanroe, tout en conservant un emploi d'enseignante du primaire à l'école locale. 
Son père, un sergent de la Garda Síochána, vit à Cootehall dans le comté de Roscommon, assez éloigné de sa famille à l'époque. La mère de McGahern meurt à la suite d'un cancer en 1944, alors que le jeune John McGahern a dix ans. Les enfants McGahern sont alors emmenés dans leur nouvelle maison avec leur père, dans la caserne de Cootehall.
Dans les années qui suivent la mort de sa mère, McGahern achève ses études primaires à l'école locale et bénéficie d'une bourse pour le collège des Presentation Brothers de Carrick-on-Shannon. Voyageant quotidiennement pour terminer ses études secondaires, McGahern continue à accumuler les éloges et obtient la bourse du comté ce qui lui permet d'accéder aux  études universitaires.
McGahern se voit ensuite offrir l'entrée à St Patrick (Drumcondra) où il suit une formation d’enseignant. Après avoir terminé ses études de troisième cycle, McGahern commence sa carrière d'instituteur à l'école primaire Scoil Eoin Báiste (Belgrove) à Clontarf où il enseigne à celui qui deviendra l'éminent universitaire Declan Kiberd. 
Il reprend ensuite les études à l'University College de Dublin où il obtient son diplôme en 1957.
Il est publié pour la première fois par le London literary and arts review, magazine X, qui a déjà publié en 1961 un extrait de son premier roman abandonné - The End or Beginning of Love.
Il est renvoyé de Scoil Eoin Báiste sur ordre de l'archevêque de Dublin, John Charles McQuaid.
McGahern épouse Annikki Laaksi, née en Finlande, en 1965. Il publie la même année son deuxième roman,  The Dark , interdite par la censure irlandaise pour son contenu pornographique présumé et les abus sexuels implicites commis par le père du protagoniste. 
En raison de la controverse suscitée par la publication du livre, McGahern est licencié de son poste d'enseignant. Il est contraint de s'installer en Angleterre où il occupe divers emplois (y compris sur des chantiers de construction) avant de retourner en Irlande pour vivre et travailler dans une petite ferme près de  Fenagh dans le comté de Leitrim.
Il divorce en 1969 et se remarie avec Madeline Green en 1973.
Il décède des suites d'un cancer à l'hôpital universitaire Mater Misericordiae de Dublin le 30 mars 2006, à l'âge de 71 ans. Il est enterré à l'église St Patrick d'Aughawillan, aux côtés de sa mère.

## Œuvre
Les romans et nouvelles de John McGahern sont peuplés de personnages désenchantés par le nationalisme irlandais après l'indépendance de l'île. Leur amertume n'a d'égal que la sensation d'étouffement qu'ils expriment à travers la prose soignée de l'auteur. Le romancier apporte ainsi une large contribution au révisionnisme culturel irlandais et à la littérature irlandaise.
En 1990, John McGahern reçoit le prix littéraire Irish Times-Aer Lingus de la fiction pour son roman Amongst Women. Il est longtemps considéré comme le maître contemporain de la nouvelle. La publication de The Collected Stories lui vaut le qualificatif de prose leader en Irlande.

Dans son ouvrage Journal d'Irlande, Hervé Jaouen écrit de lui : 

« Lecteurs, rejoignez le clan des happy few, lisez John McGahern avant que la mode et le suivisme des médias fassent de lui, un beau jour, dans cinq ans, dans dix ans, un nouveau Fante, un nouveau Brautigan, un nouveau Kerouac, un auteur que l'on découvre en France avec quelques siècles de retard. »

## Romans
- The Barracks (1963). Traduit en français par Georges-Michel Sarotte sous le titre La Caserne, Paris, Presses de la Renaissance, 1986.  (ISBN 2-85616-386-6)
- The Dark (1965). Traduit en français par Alain Delahaye sous le titre L'Obscur, Paris, Éditions de la Sphère, 1980 ; rééd. Sabine Wespieser, 2022.  (ISBN 9782848054667)
- The Leavetaking, Londres, Faber and Faber, 1974. Traduit en français par Alain Delahaye sous le titre Journée d'adieu, Paris, Presses de la Renaissance, 1981.  (ISBN 2-85616-280-0)
- The Pornographer, Londres, Quartet books, 1980. Traduit en français sous le titre Le Pornographe, Paris, Presses de la Renaissance, 1981.  (ISBN 2-85616-210-X)
- Amongst Women (1990). Traduit en français par Alain Delahaye sous le titre Entre toutes les femmes, Paris, Presses de la Renaissance, 1990 ; rééd. Sabine Wespieser, 2022.  (ISBN 9782848054452)
- That They May Face the Rising Sun (2001). Traduit en français par Françoise Cartano sous le titre Pour qu'ils soient face au soleil levant, Paris, Albin Michel, 2003.  (ISBN 2-226-13703-3)

## Nouvelles
- Nightlines (1970)
- Getting Through (1978)
- High Ground (1985)
- The Collected Stories (Faber and Faber, Londres,1992)
- Les Créatures de la terre, Livre de Poche, coll. Biblio, 2006. Ce recueil contient trois nouvelles: Creatures of earth (initialement parue dans Granta n° 49, 1994), The Creamery manager et The Country funeral, publiées dans The  Collected stories.

## Pièce de théâtre
- The Power of Darkness